# Attacus dohertyi
Attacus dohertyi är en fjärilsart som beskrevs av Rothschild 1985. Attacus dohertyi ingår i släktet Attacus och familjen påfågelsspinnare. Inga underarter finns listade i Catalogue of Life.

## Bildgalleri

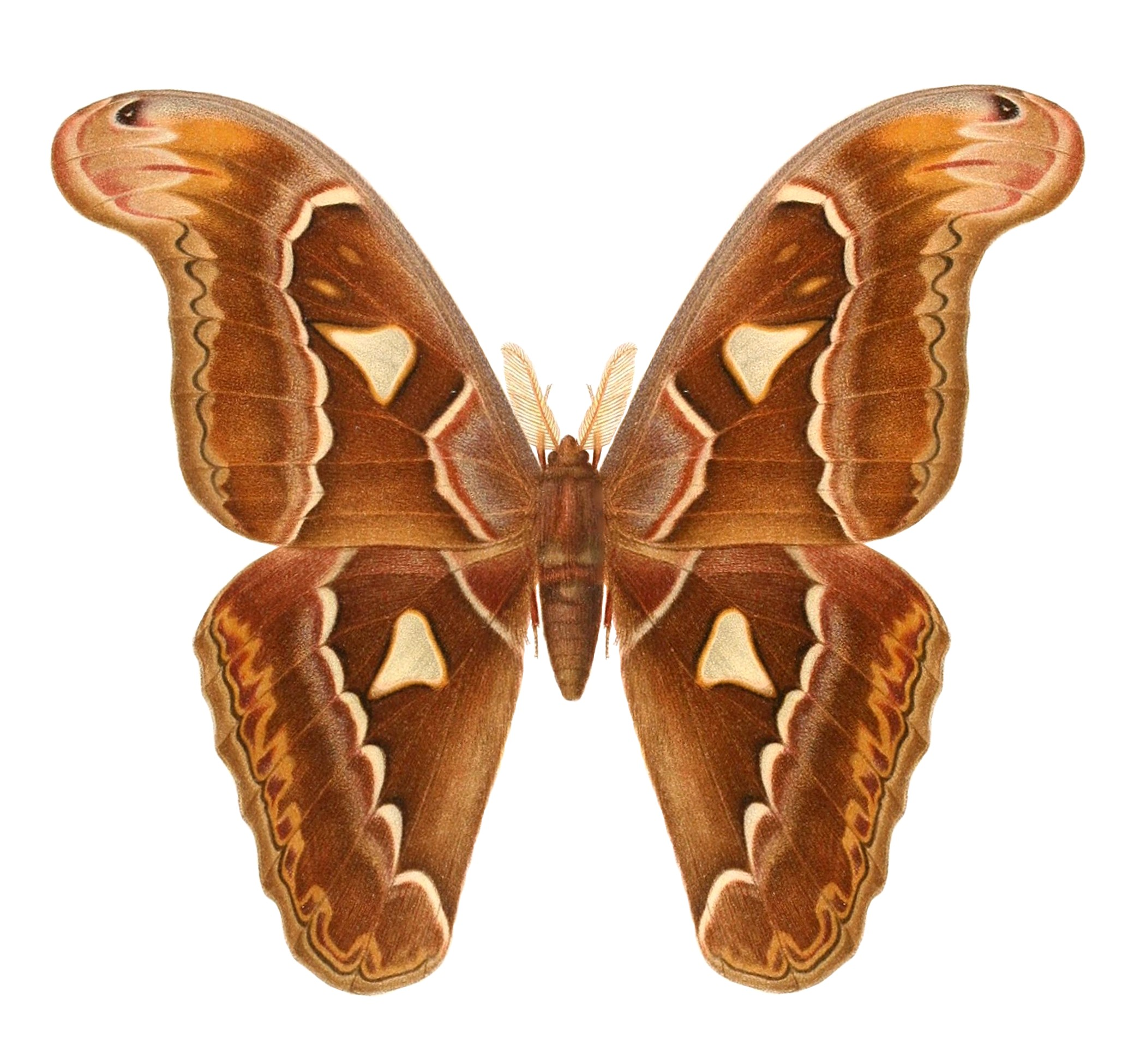
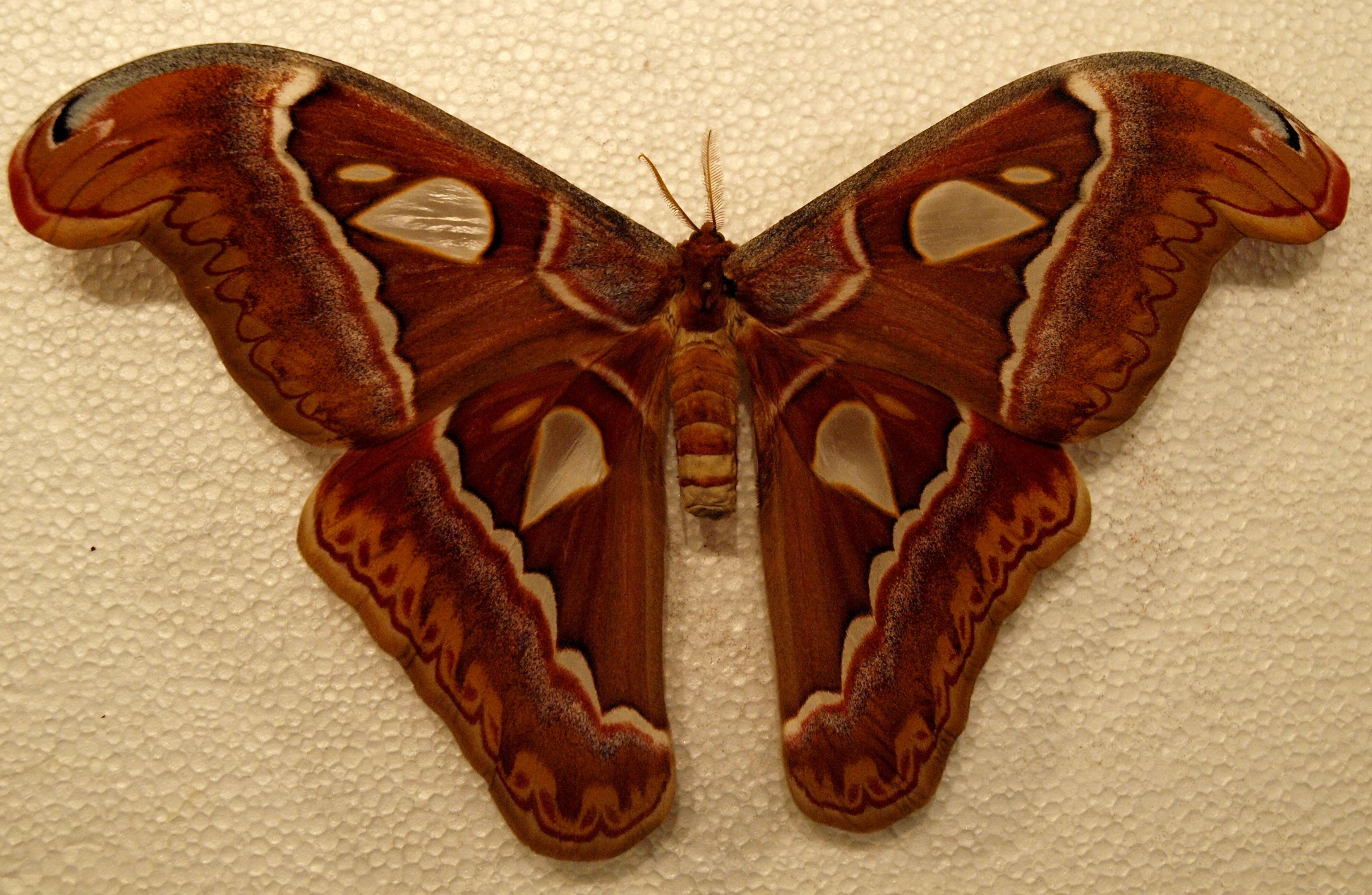
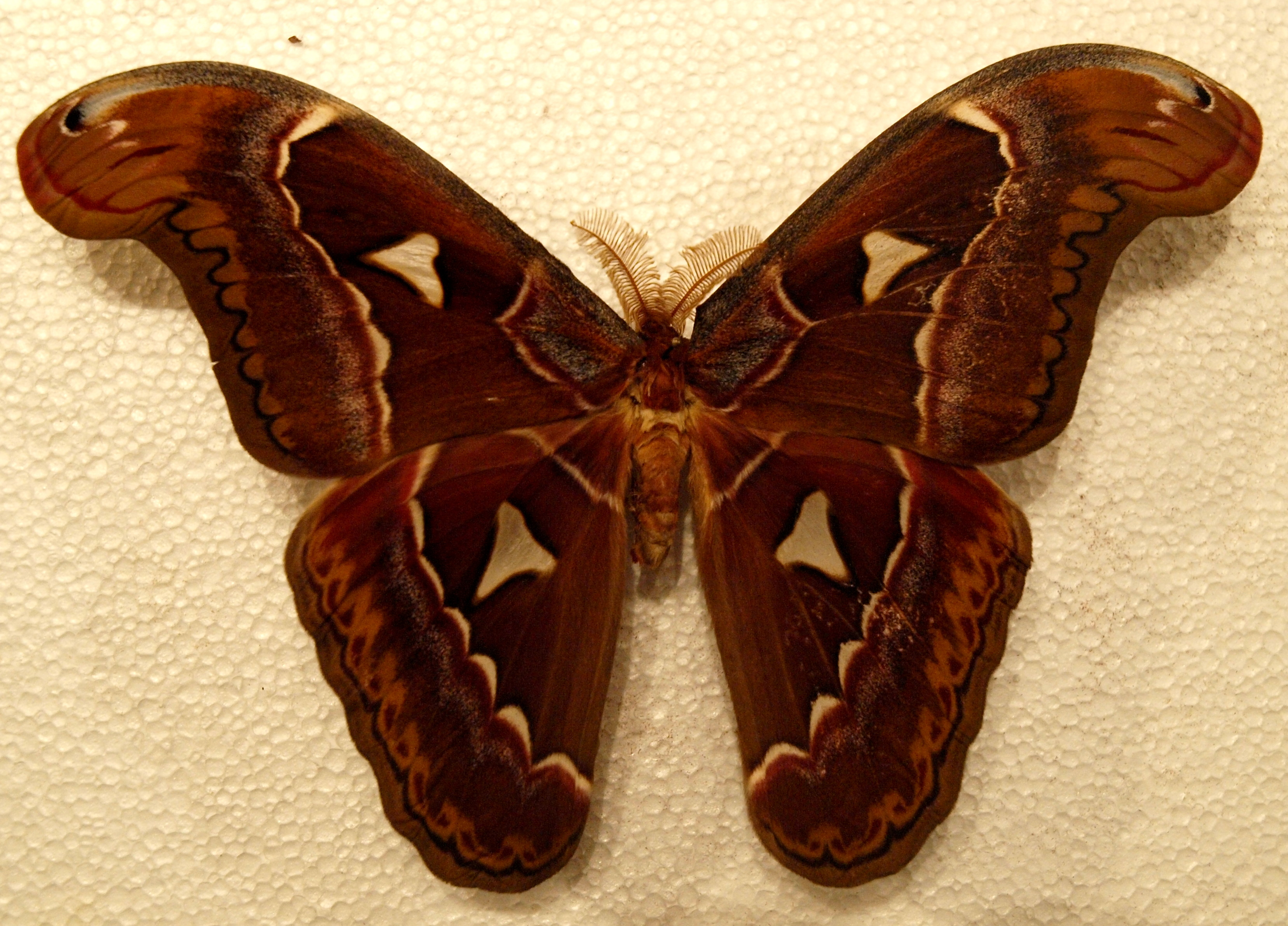